# Penitenciarul Arad
Penitenciarul Arad este o unitate de detenție din municipiul Arad, România. Acesta dispune de 1877 de paturi pentru deținuți, în 2017 fiind considerat cel mai modern penitenciar din țară.
Directorul actual al penitenciarului este subcomisarul de penitenciare dr. Dan Halchin. Acesta a revenit la conducerea unitatii in luna august 2017.
Penitenciarul Arad este încadrat în categoria penitenciarelor de maximă siguranță unde execută pedepsele privative de libertate, cu preponderență, deținuți încadrați în regimurile de executare: „închis” și „maximă siguranță”.
Penitenciarul dispune și de o secție specială, cu efectiv redus, unde sunt custodiați deținuți care prestează activități gospodărești, aceștia fiind în regim deschis. Veniturile realizate de acești deținuți se situează, conform prevederilor legale, la nivelul salariului minim pe economie sau ușor mai ridicate. Persoana condamnată care prestează activități lucrative încasează, însă, doar 40% din venitul realizat, iar 60% revine administrației. Deținuții din Penitenciarul Arad care au muncit în cursul anului 2018 la diverse firme au adus instituției aproape 1,4 milioane de euro, bani folosiți pentru îmbunătățirea condițiilor de detenție și de muncă ale personalului angajat.

## Scurt istoric
Închisoarea din Arad a funcționat, inițial, în clădirea Palatului de Justiție, fiind considerată prin decizia nr. 673/1963 a Ministerului de Justiție ca „penitenciar de temniță grea”. Sediul actual al penitenciarului a fost construit între anii 1970 - 1975, fiind situat în partea de nord-vest a municipiului Arad, în vecinătatea Aeroportului Internațional Arad. 
În anul 1997, la Penitenciarul Arad s-a înființat, printr-un program finanțat din „Fondul Know How” al guvernului Regatului Unit, primul centru experimental de probațiune. Acest program (derulat cu minori) a contribuit a implementarea modelului teoretic și a practicii din domeniul reintegrării sociale și a executării pedepselor neprivative de libertate în România.